# Pavel Škarka
Pavel Škarka (26. července 1942 Uherské Hradiště – 8. září 2014 Zlín) byl český designér a vysokoškolský pedagog.

## Vzdělání
- 1961–1967: Vysoká škola uměleckoprůmyslová v Praze, akademický sochař
- 1967–1968: Hochschule für Bildende Künste in Berlín, stipendium UNESCO

## Praxe
- 1959–1961: VÚGPT Zlín
- 1968–1973: svobodné povolání
- 1973–1989: Vysoká škola uměleckoprůmyslová v Praze, detašovaná katedra designu ve Zlíně, odborný asistent, docent
- 1989–1999: Vysoká škola uměleckoprůmyslová v Praze, detašovaná katedra designu ve Zlíně, vedoucí katedry, profesor
- 1999–2014: vedoucí Ateliéru průmyslového designu UTB ve Zlíně
- 2002–2005: děkan Fakulty multimediálních komunikací UTB ve Zlíně
- 2005–2009: proděkan pro rozvoj FMK UTB ve Zlíně

## Zahraniční praxe
- 1992–1993: Design International Stuttgart, zahraniční praxe
- 2006: Technická univerzita v Košicích, stáž v rámci programu ERASMUS

## Oblast odborného a uměleckého zájmu
- 1992–1993: Design International Stuttgart, zahraniční praxe
- 2006: Technická univerzita v Košicích, stáž v rámci programu ERASMUS